# Hubert Hurkacz
Hubert Hurkacz (* 11. února 1997 Vratislav) je polský profesionální tenista. Ve své dosavadní kariéře na okruhu ATP Tour vyhrál osm singlových turnajů včetně Miami Open 2021 a Rolex Shanghai Masters 2023. K nim přidal čtyři deblové trofeje. Na challengerech ATP a okruhu ITF získal pět titulů ve dvouhře a tři ve čtyřhře.
Na žebříčku ATP byl ve dvouhře nejvýše klasifikován v srpnu 2024 na 6. místě a ve čtyřhře v červnu 2022 na 30. místě. Trénuje ho Nicolás Massú a v týmu je i Ivan Lendl. Dříve tuto roli plnil Craig Boynton.
V juniorském tenise prohrál se Slovákem Alexem Molčanem finále čtyřhry Australian Open 2015, když nestačili na australskou dvojici Jake Delaney a Marc Polmans.
V polském daviscupovém týmu debutoval v roce 2016 prvním kolem Světové skupiny proti Argentině, v němž prohrál s Leonardem Mayerem a porazil Renza Oliva. Pozdější šampioni Argentinci zvítězili 3:2 na zápasy. Do září 2025 v soutěži nastoupil k dvanácti mezistátním utkáním s bilancí 9–9 ve dvouhře a 2–0 ve čtyřhře.
Polsko reprezentoval na odložených Letních olympijských hrách 2020 v Tokiu. V mužské dvouhře startoval jako sedmý nasazený. Ve druhém kole jej vyřadil Brit Liam Broady. V mužské čtyřhře vytvořil s Łukaszem Kubotem pátý nasazený pár. Na úvod však podlehli Němcům Janu-Lennardu Struffovi a Alexandru Zverevovi.

## Tenisová kariéra
V rámci hlavních soutěží událostí okruhu ITF debutoval v červnu 2014, když na turnaji ve vratislavské Ślęze postoupil z kvalifikace. V úvodním kole dvouhry podlehl krajanu Janovi Zieliňskému. O rok později na turnaji vybojoval první trofej po finálové výhře nad Čechem Robinem Staňkem. Premiérový titul na challengerech si odvezl z Poznań Open, kde v červnu 2018 přehrál ve finále japonského hráče Tara Daniela. Druhý a třetí turnajový triumf přidal na brestském challengeru 2018 a v Canbeře 2019. V prvním případě zdolal v boji o titul Litevce Ričardase Berankise a ve druhém Bělorusa Ilju Ivašku.

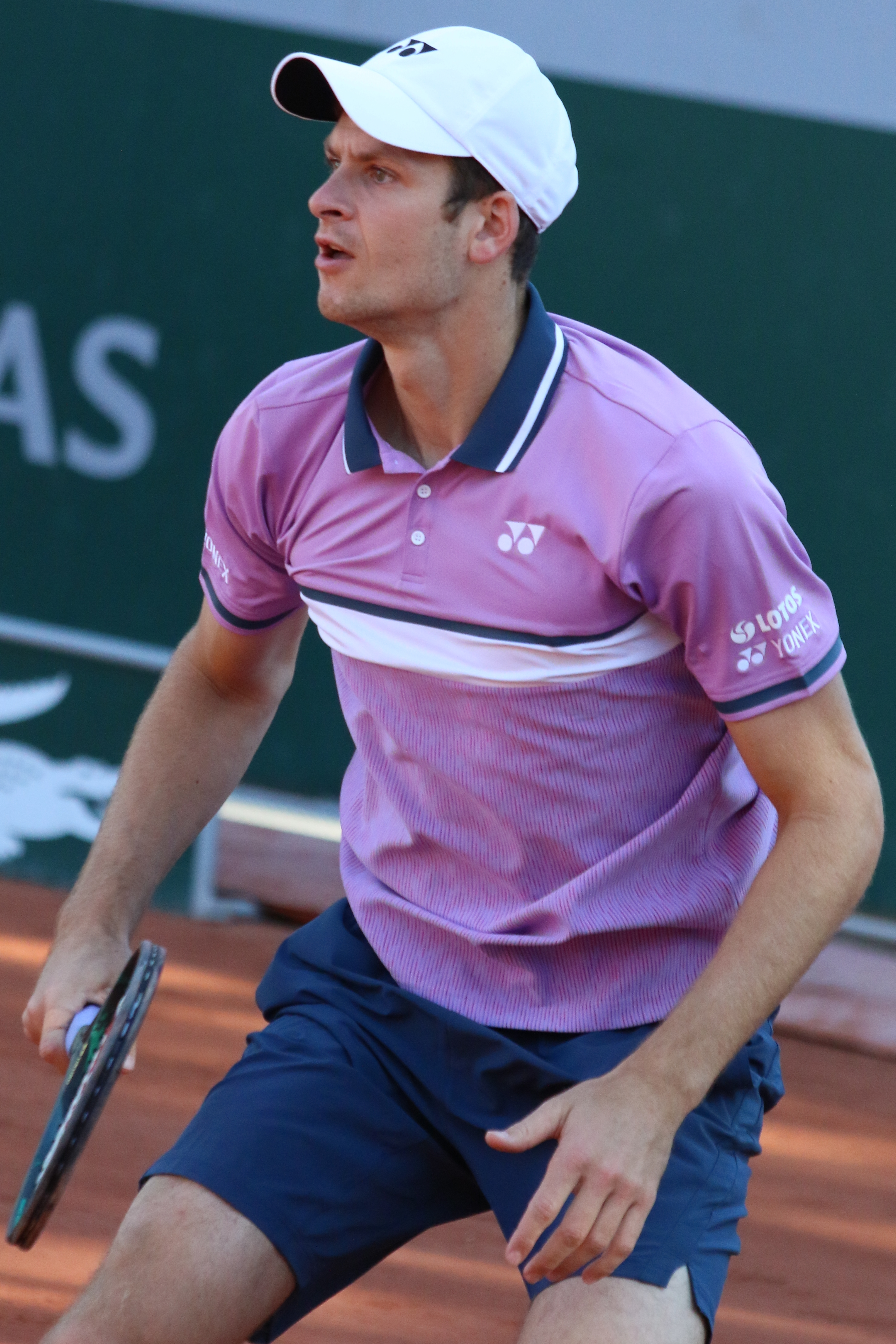
Na French Open 2021

Ve dvouhře okruhu ATP World Tour debutoval na dubnovém Gazprom Hungarian Open 2018 v Budapešti. Z pozice kvalifikanta vypadl v úvodním kole dvouhry s italským kvalifikantem Lorenzem Sonegem. V rámci série ATP Masters odehrál první utkání na Western & Southern Open 2018 v Cincinnati, kde prošel kvalifikačním sítem. V prvním kole singlové soutěže jej vyřadil Maďar Márton Fucsovics až v tiebreaku závěrečné sady. Do prvního čtvrtfinále se probojoval na BNP Paribas Open 2019 v Indian Wells po vítězství nad kanadským tenistou Denisem Shapovalovem, než jej zastavila světová čtyřka Roger Federer. Hráče elitní světové desítky premiérově porazil ve druhém kole Dubai Tennis Championships 2019, kde na jeho raketě dohrál šestý muž světa Kei Nišikori. V téže fázi Miami Open 2019 vyřadil světovou čtyřku Dominica Thiema.
V roce 2018 si zajistil účast na závěrečné události pro nejvýše postavené hráče do 21 let, Next Generation ATP Finals v Miláně, na němž nepostoupil ze základní skupiny. Debut v hlavní soutěži nejvyšší grandslamové kategorie zaznamenal v mužském singlu French Open 2018 po zvládnuté tříkolové kvalifikaci. V úvodním kole vyřadil Američana Tennyse Sandgrena. Jednalo se o jeho vůbec první vyhraný zápas na túře ATP. Následně však nenašel recept na Chorvata Marina Čiliće.
Premiérovou trofej v rámci túry ATP si odvezl ze srpnového Winston-Salem Open 2019, kde ve finále zdolal francouzskou turnajovou jedničku Benoîta Paireho po třísetovém průběhu. Stal se tak prvním polským vítězem dvouhry v této úrovni profesionálního tenisu od Wojciecha Fibaka a jeho triumfu v Chicagu 1982 na tehdejším okruhu WCT. Přes Rafaela Nadala, Tomáse Martína Etcheverryho a Sebastiána Báeze postoupil do čtvrtfinále římského Internazionali BNL d'Italia 2024, v němž podlehl Tommymu Paulovi. Jako jedenáctý aktivní tenista tak zkompletoval čtvrtfinálové účasti na všech devíti Mastersech. V otevřené éře Italian Open se stal třetím Polákem mezi poslední osmičkou, po Fibakovi (1982) a Janowiczovi (2013). Do osmifinále French Open 2024 postoupil přes Denise Shapovalova. Dosáhl tak 200. vítěznou dvouhru na okruhu ATP Tour. V něm však nestačil na Grigora Dimitrova.

## Finále na okruhu ATP Tour
| Legenda                              |
| ------------------------------------ |
| D – dvouhra; Č – čtyřhra             |
| Grand Slam (0)                       |
| Turnaj mistrů (0)                    |
| ATP Tour Masters 1000 (2–0 D; 2–0 Č) |
| ATP Tour 500 (1–3 D; 0–1 Č)          |
| ATP Tour 250 (5–1 D; 2–0 Č)          |

| Finále podle povrchu |
| -------------------- |
| tvrdý (6–2 D; 3–0 Č) |
| antuka (1–1 D)       |
| tráva (1–1 D; 1–1 Č) |

| Finále podle místa   |
| -------------------- |
| venku (6–2 D; 2–1 Č) |
| hala (2–1 D; 2–0 Č)  |

### Dvouhra: 12 (8–4)
| Stav      | č. | datum           | turnaj                       | kategorie    | povrch    | soupeř ve finále      | výsledek                |
| --------- | -- | --------------- | ---------------------------- | ------------ | --------- | --------------------- | ----------------------- |
| Vítěz     | 1. | 24. srpna 2019  | Winston-Salem, Spojené státy | ATP 250      | tvrdý     | Benoît Paire          | 6–3, 3–6, 6–3           |
| Vítěz     | 2. | 13. ledna 2021  | Delray Beach, Spojené státy  | ATP 250      | tvrdý     | Sebastian Korda       | 6–3, 6–3                |
| Vítěz     | 3. | 4. dubna 2021   | Miami, Spojené státy         | Masters 1000 | tvrdý     | Jannik Sinner         | 7–6(7–4), 6–4           |
| Vítěz     | 4. | 26. září 2021   | Méty, Francie                | ATP 250      | tvrdý (h) | Pablo Carreño Busta   | 7–6(7–2), 6–3           |
| Vítěz     | 5  | 19. června 2022 | Halle, Německo               | ATP 500      | tráva     | Daniil Medveděv       | 6–1, 6–4                |
| Finalista | 1. | 14. srpna 2022  | Montréal, Kanada             | Masters 1000 | tvrdý     | Pablo Carreño Busta   | 6–3, 3–6, 3–6           |
| Vítěz     | 6. | 26. února 2023  | Marseille, Francie           | ATP 250      | tvrdý (h) | Benjamin Bonzi        | 6–3, 7–6(7–4)           |
| Vítěz     | 7. | 15. října 2023  | Šanghaj, Čína                | Masters 1000 | tvrdý     | Andrej Rubljov        | 6–3, 3–6, 7–6(10–8)     |
| Finalista | 2. | 29. října 2023  | Basilej, Švýcarsko           | ATP 500      | tvrdý (h) | Félix Auger-Aliassime | 6–7(3–7), 6–7(5–7)      |
| Vítěz     | 8. | 7. dubna 2024   | Estoril, Portugalsko         | ATP 250      | antuka    | Pedro Martínez        | 6–3, 6–4                |
| Finalista | 3. | 23. června 2024 | Halle, Německo               | ATP 500      | tráva     | Jannik Sinner         | 6–7(8–10), 6–7(2–7)     |
| Finalista | 4. | 24. května 2025 | Ženeva, Švýcarsko            | ATP 250      | antuka    | Novak Djoković        | 7–5, 6–7(2–7), 6–7(2–7) |

### Čtyřhra: 5 (4–1)
| Stav      | č. | datum             | turnaj               | kategorie    | povrch    | spoluhráč             | soupeři ve finále           | výsledek                   |
| --------- | -- | ----------------- | -------------------- | ------------ | --------- | --------------------- | --------------------------- | -------------------------- |
| Vítěz     | 1. | 8. listopadu 2020 | Paříž, Francie       | Masters 1000 | tvrdý (h) | Félix Auger-Aliassime | Mate Pavić Bruno Soares     | 6–7(3–7), 7–6(9–7), [10–2] |
| Finalista | 1. | 20. června 2021   | Halle, Německo       | ATP 500      | tráva     | Félix Auger-Aliassime | Kevin Krawietz Horia Tecău  | 6–7(4–7), 4–6              |
| Vítěz     | 2. | 26. září 2021     | Méty, Francie        | ATP 250      | tvrdý (h) | Jan Zieliński         | Hugo Nys Arthur Rinderknech | 7–5, 6–3                   |
| Vítěz     | 3. | 2. dubna 2022     | Miami, Spojené státy | Masters 1000 | tvrdý     | John Isner            | Wesley Koolhof Neal Skupski | 7–6(7–5), 6–4              |
| Vítěz     | 4. | 12. června 2022   | Stuttgart, Německo   | ATP 250      | tráva     | Mate Pavić            | Tim Pütz Michael Venus      | 7–6(7–3), 7–6(7–5)         |

## Finále na challengerech ATP a okruhu Futures
| Legenda                    |
| -------------------------- |
| Challengery (3–2 D; 0–0 Č) |
| Futures (2–2 D; 3–4 Č)     |

### Dvouhra: 9 (5–4)
| Stav      | č. | datum         | turnaj                           | povrch    | soupeř ve finále      | výsledek                |
| --------- | -- | ------------- | -------------------------------- | --------- | --------------------- | ----------------------- |
| Vítěz     | 1. | září 2015     | Ślęza, Polsko                    | antuka    | Robin Staněk          | 6–4, 7–6(7–4)           |
| Finalista | 1. | říjen 2015    | Oliveira de Azeméis, Portugalsko | antuka    | Pablo Vivero González | 6–3, 5–7, 3–6           |
| Finalista | 2. | květen 2016   | Jablonec nad Nisou, Česko        | antuka    | Marek Michalička      | 6–3, 4–6, 6–7(5–7)      |
| Vítěz     | 2. | duben 2017    | Lisabon, Portugalsko             | tvrdý     | João Domingues        | 7–5, 6–1                |
| Finalista | 1. | listopad 2017 | Šen-čen, Čína                    | tvrdý     | Radu Albot            | 6–7(6–8), 7–6(7–3), 4–6 |
| Finalista | 1. | březen 2018   | Ču-chaj, Čína                    | tvrdý     | Alex Bolt             | 7–5, 6–7(4–7), 2–6      |
| Vítěz     | 1. | červen 2018   | Poznań, Polsko                   | antuka    | Taró Daniel           | 6–1, 6–1                |
| Vítěz     | 2. | říjen 2018    | Brest, Francie                   | tvrdý (h) | Ričardas Berankis     | 7–5, 6–1                |
| Vítěz     | 3. | leden 2019    | Canberra, Austrálie              | tvrdý     | Ilja Ivaška           | 6–4, 4–6, 6–2           |

### Čtyřhra (3 tituly)
| Č. | datum          | turnaj          | povrch    | spoluhráč               | soupeři ve finále             | výsledek               |
| -- | -------------- | --------------- | --------- | ----------------------- | ----------------------------- | ---------------------- |
| 1. | listopadu 2016 | Leimen, Německo | tvrdý (h) | Aleksander Charpantidis | Marvin Möller Tim Rühl        | 6–1, 6–3               |
| 2. | dubna 2017     | Dauhá Katar     | tvrdý     | Milos Sekulic           | Anderson Reed Sem Verbeek     | 1–6, 3–3skreč          |
| 3. | srpna 2017     | Bydhošť, Polsko | antuka    | Michał Dembek           | Karol Drzewiecki Maciej Smoła | 6–2, 6–7(9–11), [10–6] |

## Finále na juniorském Grand Slamu

### Čtyřhra juniorů: 1 (0–1)
| Stav      | rok  | turnaj          | povrch | spoluhráč   | soupeři ve finále         | výsledek         |
| --------- | ---- | --------------- | ------ | ----------- | ------------------------- | ---------------- |
| Finalista | 2015 | Australian Open | tvrdý  | Alex Molčan | Jake Delaney Marc Polmans | 6–0, 2–6, [8–10] |

## Chronologie výsledků na Grand Slamu

### Dvouhra
| Turnaj          | 2018    | 2019    | 2020    | 2021    | 2022    | 2023    | 2024    | 2025    | SR     | V–P   |
| --------------- | ------- | ------- | ------- | ------- | ------- | ------- | ------- | ------- | ------ | ----- |
| Australian Open | 2Q      | 1. kolo | 2. kolo | 1. kolo | 2. kolo | 4. kolo | ČF      | 2. kolo | 0 / 7  | 10–7  |
| French Open     | 2. kolo | 1. kolo | 1. kolo | 1. kolo | 4. kolo | 3. kolo | 4. kolo | 1. kolo | 0 / 8  | 9–8   |
| Wimbledon       | 1. kolo | 3. kolo | NH      | SF      | 1. kolo | 4. kolo | 2. kolo | A       | 0 / 6  | 11–6  |
| US Open         | 2. kolo | 1. kolo | 2. kolo | 2. kolo | 2. kolo | 2. kolo | 2. kolo |         | 0 / 7  | 6–7   |
| výhry–prohry    | 2–3     | 2–4     | 2–3     | 6–4     | 5–4     | 9–4     | 9–4     | 1–2     | 0 / 28 | 36–28 |

| Legenda | Legenda                                   | Legenda | Legenda                     |
| ------- | ----------------------------------------- | ------- | --------------------------- |
| SR      | poměr vyhraných turnajů ku všem odehraným | W–L V–P | výhry–prohry                |
| NH      | daný rok se turnaj nekonal                | A       | turnaje se hráč nezúčastnil |
| 1Q / LQ | prohra v (kole) kvalifikace               | 1k / 1R | prohra v daném kole turnaje |
| QF / ČF | prohra ve čtvrtfinále                     | SF      | prohra v semifinále         |
| F       | prohra ve finále                          | Vítěz   | vítězství v turnaji         |